# Route 35 (Oman)
Die Route 35 oder R35 ist eine Fernstraße im Sultanat Oman. Die Fernstraße führt von der Kleinstadt al-Kamil über die Rimal Al Wahiba Wüste bis in die Kleinstadt Al-Ashkharah am Indischen Ozean. 